# Древние городские стены Кано
Древние городские стены Кано (англ. Ancient Kano City Walls) — оборонительные стены, построенные для защиты жителей древнего города Кано. Строительство стен осуществлялось с 1095 по 1134 год и было завершено в середине XIV века. Древние городские стены Кано характеризовались как «самый впечатляющий памятник в Западной Африке».

## История
Строительство стен древнего города Кано началось в качестве оборонительной стены на фундаменте, созданном во время правления Сарки Гиджимасу (1095—1134) в королевстве Кано. В середине XIV века во время правления Замнагавы строительство стены было завершено, затем стену дополнительно расширили в XVI веке. По словам историков, генерал-губернатор Нигерии Фредерик Лугард после захвата древнего города Кано написал в отчёте 1903 года о его стенах, что он никогда не видел ничего подобного в Африке.

## Описание
Стены древнего города Кано расположены на холме Далла в районе рынка Курми и дворца эмира. Имеют высоту от 9,1 до 15,2 м и ширину около 12 м.